# Kariridraco
Kariridraco es un género de pterosaurio tapejárido de la Formación Romualdo del Cretácico Temprano en Brasil. El género contiene una sola especie, Kariridraco dianae.

## Descubrimiento y etimología
Los trabajadores locales en Ceará en algún lugar desconocido recolectaron una concreción que contenía la parte posterior del cráneo de un pterosaurio. Para realzar su valor, pegaron el hocico de otro espécimen al frente del cráneo. Finalmente, donaron el hallazgo al Museu de Paleontologia Plácido Cidade Nuvens. Antes de su muerte en 2016, Nuvens dejó que otros expertos estudiaran la concreción. Entonces se descubrió la falsificación. Llegaron a la conclusión de que el fósil representaba una especie nueva para la ciencia. No había indicios de que el hocico perteneciera a la misma especie.
El nuevo género y especie Kariridraco dianae fue nombrado y descrito en 2021 por Gabriela M. Cerqueira, Mateus AC Santos, Maikon F. Marks, Juliana Manso Sayão y Felipe Lima Pinheiro, con base en el holotipo MPSC R 1056, un cráneo bastante completo, incluidas las mandíbulas inferiores y las primeras cuatro vértebras del cuello. El nombre genérico hace referencia al pueblo Kariri de la meseta de Araripe, mientras que el nombre específico hace referencia a Diana Prince, alter ego de la superheroína de DC Comics Wonder Woman.

## Descripción

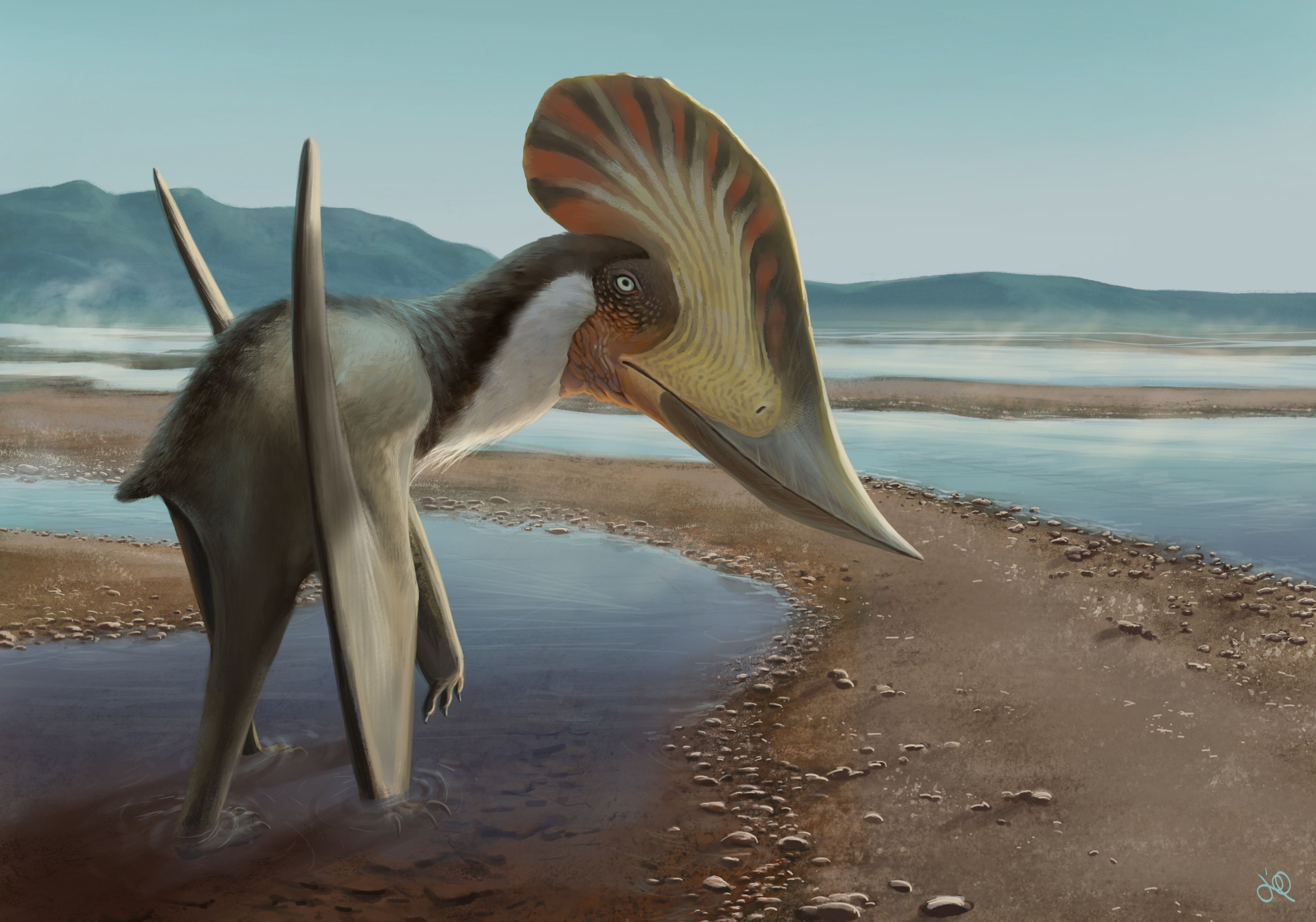
Reconstrucción en vida por Júlia d'Oliveira

Las mandíbulas inferiores tienen una longitud conservada de 205 milímetros.
Se establecieron dos rasgos distintivos. Son autapomorfias, caracteres únicos derivados. La cresta del hocico premaxilar forma un ángulo de unos 45° con el maxilar. El hueso lagrimal tiene una excavación profunda que apunta hacia el frente.

## Filogenia
Cerqueira et al. realizó un análisis filogenético y colocó a Kariridraco en Thalassodrominae, que, como muchos estudios recientes, se clasifica como una subfamilia de la familia Tapejaridae.